# Parole Violator
Parole Violator è il quinto album dal vivo del gruppo musicale statunitense Puscifer, pubblicato l'11 novembre 2022 dalla Puscifer Entertainment.

## Descrizione
Si tratta di una rivisitazione integrale del secondo album in studio Conditions of My Parole, registrata al Wiltern Theatre di Los Angeles.
Il video dell'esibizione è stato reso disponibile per un periodo limitato a pagamento sul sito del gruppo insieme a quello di un altro album dal vivo, V Is for Versatile, entrambi parte di un evento speciale atto a celebrare Halloween.

## Tracce
Testi e musiche di Carina Round, Josh Eustis, Mat Mitchell e Maynard James Keenan, eccetto dove indicato.
1. Tiny Monsters – 4:47
2. Green Valley – 3:55
3. Telling Ghosts – 4:19 (Jeff Friedl, Josh Eustis, Mat Mitchell, Maynard James Keenan)
4. Toma – 3:38
5. Man Overboard – 4:19
6. Monsoons – 4:12 (Josh Eustis, Mat Mitchell, Maynard James Keenan)
7. Oceans – 3:50 (Josh Eustis, Mat Mitchell, Maynard James Keenan)
8. The Rapture – 6:15 (Jeff Friedl, Josh Eustis, Mat Mitchell, Matt McJunkins, Maynard James Keenan)
9. The Weaver – 4:43
10. Horizons – 3:28
11. Conditions of My Parole – 2:41 (Carina Round, Josh Eustis, Mat Mitchell, Matt McJunkins, Maynard James Keenan)
12. Tumbleweed – 3:47 (Josh Eustis, Mat Mitchell, Maynard James Keenan)

## Formazione
Hanno partecipato alle registrazioni, secondo le note di copertina:
Gruppo
- Maynard James Keenan – voce
- Mat Mitchell – chitarra elettrica (eccetto tracce 11 e 12), chitarra acustica (tracce 11 e 12), CMI
- Carina Round – voce, chitarra acustica (traccia 2), mandolino (traccia 5), chitarra elettrica (traccia 9), banjo (tracce 11 e 12)

Altri musicisti
- Greg Edwards – basso, cori
- Juliette Commagere – cori, tastiera (eccetto traccia 2), banjo (traccia 2), chitarra elettrica (traccia 8), percussioni (traccia 11)
- Gunnar Olsen – batteria

Produzione
- Mat Mitchell – produzione, registrazione aggiuntiva, missaggio
- Puscifer – produzione, missaggio
- Kyle Hoffman – registrazione
- Dave Collins – mastering
- Randall Leddy – impaginazione, grafica